# Punta de Coves Blanques
El Camí de Coves Blanques o simplement Coves Blanques de Pollença: el recorregut comença uns 100 m. abans d'arribar a Cala Barques. A l'esquerra hi trobam un camí de terra que travessa un bosquet. Després de passar unes barreres, el camí puja fins a arribar a uns túnels, construïts durant els anys 40. En arribar al tercer túnel, el camí desapareix i ens hem de guiar per les fites (marques de pedra) i seguir pujant fins que es voreja el penya-segat: els podem travessar i a uns 300 m. podrem observar uns pins grossos que ens serviran de referència. Si seguim la baixada podrem arribar fins a Cala Castell, des d'on podrem veure, al fons, el Castell del Rei.